# Art Austin
Arthur Austin, detto Art (Oakland, 8 luglio 1902 – Pasadena, 4 febbraio 1962), è stato un pallanuotista statunitense, vincitore di una medaglia di bronzo all'olimpiade di Parigi 1924.